# Copa América de Futebol Americano
A 'Copa América‘, Torneio de Futebol Americano organizado pela UIDFAL Unión Internacional para el Desarrollo del Fútbol Americano en Latinoamerica ,desde 2014.

## Edições
| 2014 Detalhes | Peru   | Corinthians Steamrollers     | México               |
| 2016 Detalhes | México | Get Eagles Futebol Americano | Botafogo Challengers |
| 2017 Detalhes | Peru   | Gaspar Black Hawks           | Club Aguilas         |